# Mariano Álvarez de Castro
Mariano Álvarez de Castro (Granada, 8 settembre 1749 – Figueras, 22 gennaio 1810) è stato un generale spagnolo.
Generale durante la difesa di Barcellona contro le truppe di Napoleone, fu nominato governatore di Gerona, che difese assiduamente dalle truppe francesi.
Fu imprigionato dai napoleonici nelle prigioni di Figueras, ove morì. È ricordato in Spagna come eroe nazionale.